# Supercupa României 2012
Supercupa României Timișoreana 2012 a fost cea de-a 14-a ediție a Supercupei României. Meciul s-a disputat între CFR Cluj, campioana Ligii I, și Dinamo București, câștigătoarea Cupei României, ediția 2012. După ce în primele două reprize scorul a fost egal, 1–1, apoi după prelungiri, 2–2, Dinamo a reușit să își adjudece a doua supercupă din palmares în urma loviturilor de departajare, încheiate cu scorul de 4–2 pentru echipa bucureșteană.
Supercupa s-a jucat pe Arena Națională din București pe data de 14 iulie 2012 și a fost transmisă în direct de televiziunea Pro TV și postul Radio România Actualități.

## Detaliile meciului
| CFR Cluj                            | 2 – 2 (d.p.) | Dinamo București                              |
| ----------------------------------- | ------------ | --------------------------------------------- |
| D.Valente 36' Kapetanos 102'        | Cronică      | Țucudean 62', 101'                            |
| Kapetanos · Sougou · Hora · Mureșan | 2 – 4        | Alexe · Matei · Munteanu · Țucudean · Grigore |

| CFR Cluj | Dinamo București |

| CFR CLUJ:   |    |                    |         |     |
|             |    |                    |         |     |
| P           | 44 | Eduard Stăncioiu   |         |     |
| FD          | 03 | Ivo Pinto          |         |     |
| FC          | 20 | Cadú (c)           | 50' 65' |     |
| FC          | 12 | Vasile Maftei      |         |     |
| FS          | 45 | Camora             | 77'     |     |
| MD          | 07 | Ciprian Deac       | 12'     |     |
| MC          | 06 | Gabriel Mureșan    |         |     |
| MC          | 18 | Ádám Vass          |         | 59' |
| MS          | 10 | Diogo Valente      |         | 70' |
| AC          | 99 | Modou Sougou       | 30'     |     |
| AC          | 27 | Ronny              |         | 78' |
| Rezerve:    |    |                    |         |     |
| P           | 32 | Mihai Mincă        |         |     |
| MC          | 05 | Bakary Saré        |         | 59' |
| MS          | 08 | László Sepsi       |         |     |
| A           | 09 | Pantelis Kapetanos |         | 78' |
| M           | 11 | Viorel Nicoară     |         |     |
| M           | 22 | Ioan Hora          |         | 70' |
| FC          | 24 | Ionuț Rada         |         |     |
| Antrenor:   |    |                    |         |     |
| Ioan Andone |    |                    |         |     |

| DINAMO:       |    |                     |      |     |
|               |    |                     |      |     |
| P             | 34 | Cristian Bălgrădean |      |     |
| FD            | 02 | Constantin Nica     |      |     |
| FC            | 24 | Srdjan Luchin       |      |     |
| FC            | 21 | Dragoș Grigore      | 107' |     |
| FS            | 03 | Cristian Pulhac     |      |     |
| ED            | 26 | Laurențiu Rus       |      | 61' |
| MC            | 18 | Issa Ba             |      | 82' |
| MC            | 19 | Boubacar Mansaly    | 95'  |     |
| ES            | 10 | Marius Alexe        |      |     |
| MO            | 07 | Cătălin Munteanu    | 110' |     |
| AC            | 09 | Marius Niculae (c)  |      | 46' |
| Rezerve:      |    |                     |      |     |
| P             | 23 | Kristijan Naumovski |      |     |
| F             | 0  | Alin Dobrosavlevici |      |     |
| MC            | 04 | Cosmin Matei        |      | 61' |
| MC            | 20 | Alexandru Curtean   |      | 82' |
| A             | 25 | Ionel Dănciulescu   |      |     |
| A             | 29 | George Țucudean     |      | 46' |
| FS            | 32 | Nicolae Mușat       |      |     |
| Antrenor:     |    |                     |      |     |
| Dario Bonetti |    |                     |      |     |

| Omul meciului: George Țucudean (Dinamo) Arbitrii asistenți: Cristian Nica (România) Aurel Onița (România) Arbitru de rezervă: Adrian Cojocaru (România) Arbitri asistenți adiționali: Sebastian Colțescu (România) Robert Dumitru (România) | Regulile meciului - 90 de minute. - 30 de minute de prelungiri dacă este cazul. - Lovituri de departajare dacă se menține egalitatea. - Șapte rezerve. - Cel mult trei schimbări. |